# Lista de antigos monarcas ainda vivos
Esta é uma lista de antigos monarcas de Estados soberanos ainda vivos até a data presente. Enquanto a maioria dos monarcas ocupam o trono por toda sua vida, alguns optam por abdicar voluntariamente em favor de seus herdeiros diretos, outros determinados monarcas são eventualmente depostos quando seu regime monárquico é abolido politicamente. Por cortesia diplomática internacional, alguns destes monarcas ainda são referidos por seus títulos reais. 

## Antigos monarcas ainda vivos
| Monarca                     | Monarca | Título real              | Reinado                | Reinado                | Nota(s)           | Ref.        |
| --------------------------- | ------- | ------------------------ | ---------------------- | ---------------------- | ----------------- | ----------- |
| Simeão II (n. 1937)         |         | Tsar da Bulgária         | 28 de agosto de 1943   | 15 de setembro de 1946 | Monarquia abolida | [ 3 ]       |
| Fuade II (n. 1952)          |         | Rei de Egito e Sudão     | 26 de julho de 1952    | 18 de junho de 1953    | Monarquia abolida | [ 4 ]       |
| Jigme Singye (n. 1955)      |         | Rei do Butão             | 24 de julho de 1972    | 14 de dezembro de 2006 | Abdicou           | [ 5 ]       |
| Gyanendra (n. 1947)         |         | Rei do Nepal             | 4 de junho de 2001     | 28 de maio de 2008     | Monarquia abolida |             |
| Juan Carlos (n. 1938)       |         | Rei de Espanha           | 22 de novembro de 1975 | 19 de junho de 2014    | Abdicou           | [ 6 ] [ 7 ] |
| Beatriz (n. 1938)           |         | Rainha dos Países Baixos | 30 de abril de 1980    | 30 de abril de 2013    | Abdicou           | [ 8 ]       |
| Hamad bin Khalifa (n. 1952) |         | Emir do Catar            | 27 de junho de 1995    | 25 de junho de 2013    | Abdicou           | [ 9 ]       |
| Alberto II (n. 1934)        |         | Rei dos Belgas           | 9 de agosto de 1993    | 21 de julho de 2013    | Abdicou           | [ 10 ]      |
| Margarida II (n. 1940)      |         | Rainha da Dinamarca      | 14 de janeiro de 1972  | 14 de janeiro de 2024  | Abdicou           | [ 11 ]      |